# Cistanche stenostachya
Cistanche stenostachya là loài thực vật có hoa thuộc họ Cỏ chổi. Loài này được Butkov mô tả khoa học đầu tiên năm 1961.